# Charleston, West Virginia
Charleston är huvudstad i delstaten West Virginia, USA, grundad 1794. Den är uppkallad efter Charles Clendenin, som var far till den förste markägaren i Charleston. Staden är administrativ huvudort (county seat) i Kanawha County och hade 51 176 invånare år 2005. Staden ligger där floderna Elk och Kanawha flyter samman.